# مسجد لابي
مسجد لابي (بالإنجليزية:Llapi Mosque)، هو مسجد تاريخي يقع في الجزء الشمالي من وسط المدينة القديمة في بريشتينا، كوسوفو.

## الوصف
- يتكون مسجد لابي من المسجد نفسه بمئذنته، وفناء تحيط به الجدران من الشمال والغرب، وموضع الوضوء وينبوع يقع داخل الجدار المحيط.[1]

- يبلغ سمك جدرانه 1.5 متر، وهي مبنية من الحجر الرملي المنحوت ومغطاة بالملاط، تم بناء المئذنة بنفس الطريقة.

- يتميز الجزء الداخلي للمسجد بالركائز التي تبدأ من مستوى الأرض لدعم القبة المثمنة فوق الغرفة المربعة.

- تم تزيين الجزء الداخلي بالجداريات الملونة والزخارف الزهرية، مميزه بالفن الإسلامي باعتبارها أعمالًا نادرة وفريدة من نوعها تعود إلى القرن السادس عشر.[3]

## التاريخ
- ظل المسجد بمثابة مكان للعبادة والصلاة حتى عام 1999، عندما تم إحراقه ثم هجره.

- يُعرف تاريخياً أيضاً باسم المسجد الرمضاني، ويعود تاريخه إلى العصر العثماني.

- منذ عام 1999 تُرك المسجد بلا أبواب أو نوافذ، أثناء التجديد في عام 1980 تم إصلاح المئذنة بالطوب الأحمر، وتم تغطية الواجهة على جانب الشارع والجدار الغربي للمسجد بطوب السيليكات الأبيض.

- في عام 2009 تم ترميم المسجد، وتمت إعادة بناء العناصر الداخلية الخشبية والأبواب والنوافذ وفقًا للنموذج الأصلي، وتم إعادة بناء الأرضية،وترميم الجداريات والحفاظ عليها على يد متخصصين في هذا المجال، وهو الآن مفتوح للصلاة.[4]